# Abusivi (di necessità)
Abusivi (di necessità) è il primo album dei Tinturia, pubblicato nel 1999.
L'album, messo in commercio dalla Musica & Suoni, nel 2011 è stato riedito dalla Compagnia Nuove Indye.

## Tracce
1. La donna riccia
2. Tarantella
3. Luna
4. Jovanotto
5. Rap intelligente
6. Piazza Modena
7. L'ambulante
8. A.A.A. cercasi patri p'i me' figghi
9. Abusivi
10. Rosario
11. Vergini Maria
12. Middlei
13. Nicuzza
14. Cori granni
15. Intro, Into
16. Occhi a pampina